# Santo Expedito
Santo Expedito est une municipalité brésilienne de l'État de São Paulo et la Microrégion de Presidente Prudente.
Cette municipalité porte le nom de saint Expédit qui est aussi le saint patron de la Police militaire de l’État de São Paulo.